# Pnirontis granulosa
Pnirontis granulosa är en insektsart som beskrevs av Barber 1930. Pnirontis granulosa ingår i släktet Pnirontis och familjen rovskinnbaggar. Inga underarter finns listade i Catalogue of Life.